# Flaibano
Flaibano (friuli nyelven Flaiban) település Olaszországban, Friuli-Venezia Giulia régióban, Udine megyében. Lakosainak száma 1085 fő (2023. január 1.). Flaibano Coseano, San Giorgio della Richinvelda, Spilimbergo, Dignano és Sedegliano községekkel határos.

## Népesség
A település népességének változása:
| Lakosok száma | 1139 | 1122 | 1085 |
|               | 2017 | 2018 | 2023 |